# Вокзальная площадь (Владикавказ)
Вокзальная площадь — площадь в городе Владикавказ, Северная Осетия, Россия. Находится в Промышленном муниципальном округе возле железнодорожного вокзала, в районе пересечения улиц Кирова и Маркова.

## История
Площадь образовалась во второй половине XIX века перед зданием железнодорожного вокзала Владикавказской железной дороги. Отмечена на плане г. Орджоникидзе 1943 года. В некоторых источниках указывается как Привокзальная площадь. На современных картах города название площади не обозначается.

## Значимые события
- В сентябре 1888 года на площади перед зданием вокзала была воздвигнута Триумфальная арка, в честь прибытия в город императора Александра III[2].

- В августе 1964 года столицу Северной Осетии с визитом посетил Н. С. Хрущёв, который прибыл в город на поезде. Автомобильный кортеж главы государства отправился в город с привокзальной площади.

## В кинематографе
- В художественном фильме «Война» главные герои прибывают на поезде во Владикавказ, выходят из здания железнодорожного вокзала и проходят через привокзальную площадь к трамвайной остановке.

- В художественном фильме «Загадка кубачинского браслета» главных героев с поезда встречают родственники и затем они отъезжают с привокзальной площади на автомобиле ЗИМ. Примечательно, что действие фильма происходит в 1950-х годах, когда еще существовало старое здание вокзала, однако в фильме показано современное здание.

## В художественной литературе
В романе «Двенадцать стульев» герои приезжают во Владикавказ на поезде и на привокзальной площади садятся в автобус:

У Владикавказского вокзала приезжающих ждал большой открытый автобус Закавтопромторга и ласковые люди говорили: – Кто поедет по Военно-Грузинской дороге – тех в город везем бесплатно. – Куда же вы, Киса? – сказал Остап. – Нам в автобус. Пусть везут, раз бесплатно.
— И. Ильф, Е. Петров. «Двенадцать стульев». Глава XLI

## Объекты
- Железнодорожный вокзал (ул. Маркова, 24) — современное здание вокзала построено в 1962 году по проекту архитектора Н. Д. Яковенко. На месте современного вокзала ранее существовало старое здание, построенное в 1875 году.
- Торговый комплекс «Семафор» (ул. Маркова, 24).
- ЛОВД на станции Владикавказ (ул. Маркова, 22).
- Гостиница «Кадгарон» (ул. Маркова, 20а) - построена в 2004 году на месте бывшего детского сада.

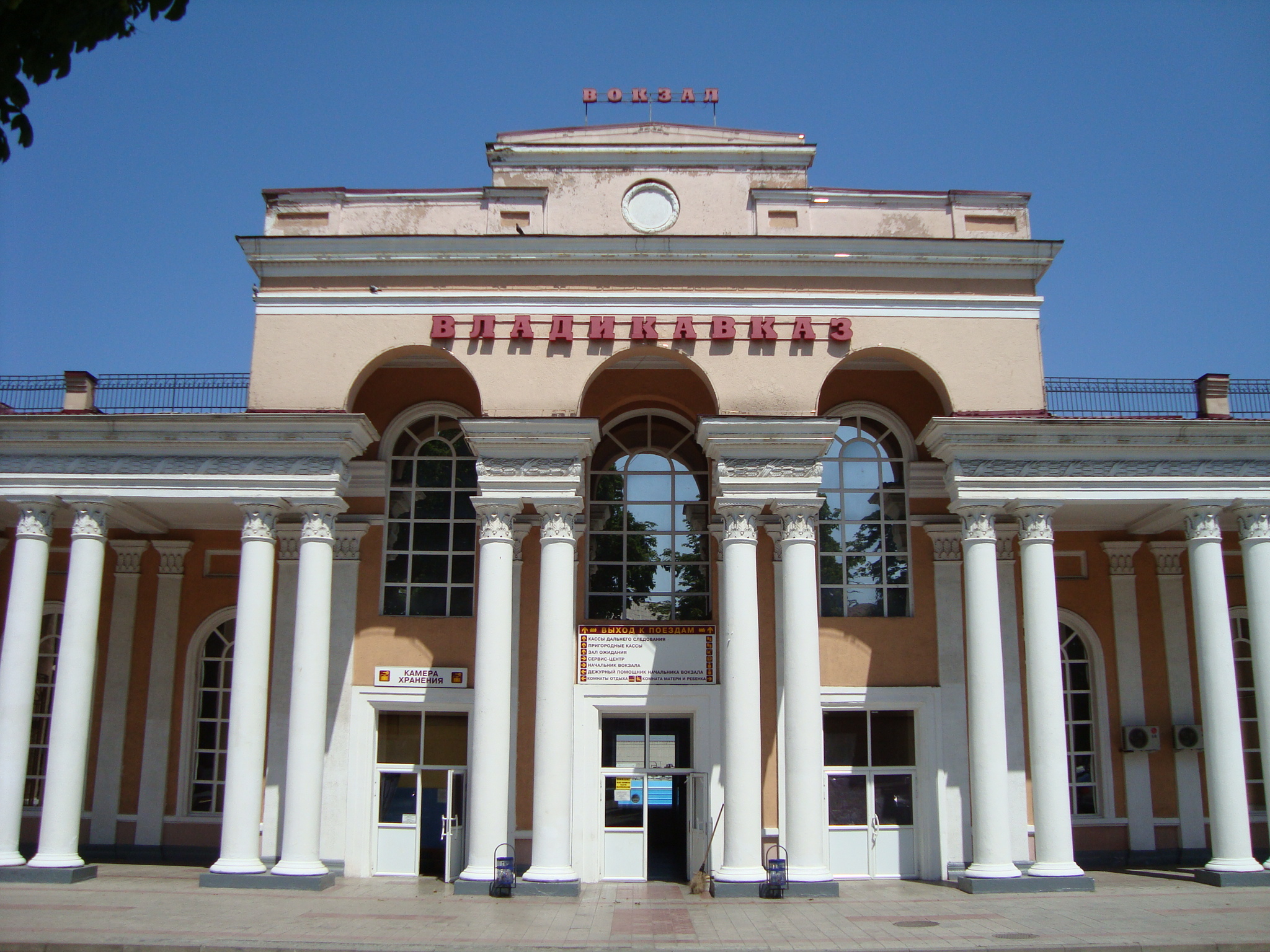
Железнодорожный вокзал

- В центре площади разбит сквер.

## Транспорт
Трамвай № 1, 2, 4, 5, 7, 8, 9, 10, остановка «Железнодорожный вокзал».
С привокзальной площади отправляются автобусы и маршрутные такси в ближние пригороды Владикавказа.